# Keelin Fox
Keelin Fox (* um 1979) ist eine irische Badmintonspielerin. 

## Karriere
Keelin Fox wurde 1997 erstmals nationale Meisterin in Irland. Elf weitere Titelgewinne folgten bis 2010. Bei den Irish Open 1998 belegte sie Rang zwei, bei den Spanish International 1998 Rang drei. Ganz oben auf dem Treppchen stand sie bei den Irish International 2012 und den Ulster Open 2012. 1997 nahm sie an den Badminton-Weltmeisterschaften teil.